# Goran Vučević
Goran Vučević (Split, 28. svibnja 1971.), hrvatski nogometni trener i bivši nogometaš. Bivši je igrač i trener Hajduka. Trenutno je sportski direktor Hajduka.

## Igračka karijera
Vučević je svoju nogometnu karijeru započeo igrajući početkom 1990-ih u redovima Hajduka. Već s dvadeset godina mladi je vezist pokazao zavidno nogometno znanje, a poglavito se iskazao sjajnim izvođenjem slobodnih udaraca.
Hajduk je 1992. osvojio prvo hrvatsko nogometno prvenstvo, a Vučević je proglašen najboljim igračem lige u izboru Sportskih novosti, što mu je donijelo milijunski 7-godišnji ugovor sa španjolskim gigantom Barcelonom. Struka katalonskog kluba vođena Johanom Cruijffom izabrala ga je ispred Predraga Mijatovića. U Barceloni Vučević nije dobio priliku do kraja razviti svoj veliki talent, dijelom i zbog toga što su u Španjolskoj, prije uvođenja Bosmanovog pravila, momčadi mogle imati samo tri stranca, a tih su se sezona za ta mjesta borile igračke veličine Romário, Ronald Koeman, Hristo Stoičkov, Michael Laudrup, Gheorghe Hagi i drugi.
Vučević se u sezoni 1994./95. kao posuđen igrač vraća u Split te s Hajdukom uspješno nastupa u Ligi prvaka, a u HNL-u osvaja još jedan naslov prvaka. Sezonu potom na posudbi je u španjolskoj Meridi za koju nastupa rijetko, uglavnom ulazeći s klupe. Poslije te posudbe provodi još jednu neuspješnu sezonu u Barceloni, u kojoj opet ne bilježi ni minute na terenu.
U ljeto 1997. Vučević potpisuje za njemački Köln. Svoje prve bundesligaške sezone s klubom ispada iz 1. lige, tako da drugu sezonu igra u nižem rangu. Sve to vrijeme je zamjena prvoj momčadi ili prvi koji kao zamjena izlazi s terena. Nakon relativno neuspješne inozemne karijere vraća se 1999. na dvije sezone u matični Hajduk, gdje završava igračku karijeru.
Za reprezentaciju je počeo nastupati nedugo nakon njene prve službene utakmice. Igra sva tri puta s Australijom tijekom turneje 1992. Posljednji nastup u kockastom dresu ubilježio je 1993. protiv Slovenije u Varaždinu.

## Trenerska karijera
Vučević 2004. godine dolazi na mjesto trenera juniorske momčadi Hajduka, s kojom suvereno osvaja naslov prvaka, no, na kraju napušta taj posao nezadovoljan ponuđenim produženjem ugovora od samo 6 mjeseci. Dvije godine poslije, nakon postavljanja Slavena Bilića za izbornika reprezentacije, postaje skaut izabrane vrste i tu se zadržava do 25. svibnja 2008. godine, kada zamjenjuje Roberta Jarnija na mjestu trenera Hajduka.
U 12 odigranih kola sezone 2008./09. Vučević je kao trener Hajduka upisao šest pobjeda, dva remija i četiri poraza. U Europi se nije uspio probiti do 1. kola Kupa UEFA, boljim se pokazao Deportivo iz La Coruñe. Povlači se 26. listopada iste godine nakon poraza od posljednjeplasiranog NK Zadra (1:0).
Od 28. prosinca 2010. Vučević je ponovno trener Hajduka. Drugi mandat na klupi Hajduka trajao je do 16. travnja 2011. i poraza od Karlovca na Poljudu od 2:3.
Dana 27. prosinca 2013. objavljeno je da postaje nasljednik Jensa Anderssona na mjestu sportskog direktora Hajduka. U travnju 2016. Vučević je podnio neopozivu ostavku.